# Bârzava
Bârzava (in ungherese Marosborsa) è un comune della Romania di 2 859 abitanti, ubicato nel distretto di Arad, nella regione storica della Transilvania.
Il comune è formato dall'insieme di 8 villaggi: Bătuța, Bârzava, Căpruța, Dumbrăvița, Groșii Noi, Lalașinț, Monoroștia, Slatina de Mureș.